# Festival Nacional de Cançó i Dansa letona
El Festival Nacional de Cançó i Dansa letona (en letó: Vispārējie latviešu Dziesmu un Deju svētki) és un dels esdeveniments més importants de la cultura letona; aquest festival és un component de la identitat nacional que, per regla general, se celebra cada cinc anys a Riga des de 1873.
Els tradicionals Festivals de la Cançó i Dansa de Letònia, juntament amb els festivals d'Estònia i de Lituània, des de l'any 2008, estan inclosos a la llista d'obres multinacionals de la UNESCO com a Obres Mestres del Patrimoni Oral i Intangible de la Humanitat.
Durant els festivals es realitzen exposicions de fotografia, art i d'artesania popular, així com concerts d'orquestra i una festiva desfilada. Hi ha concursos previs a l'esdeveniment que es produeixen durant tot el període comprès entre els festivals. Aproximadament 30.000 artistes participen en conjunt. [1] Encara que en general es canten cançons populars i cançons de cor clàssic, amb èmfasi en cantar a cappella, també recentment les cançons populars modernes s'han incorporat al repertori.